# Smolan (città)
Smolan è una città degli Stati Uniti d'America della contea di Saline nello Stato del Kansas.